# مالئیک اسید
مالئیک اسید (به انگلیسی: Maleic acid) با فرمول شیمیایی (C۴H۴O۴–) یک ترکیب شیمیایی است. شکل ظاهری این ترکیب، جامد سفید است. با توجه به موقعیت گروه عاملی کربوکسیلیک اسید، فوماریک اسید ایزومر ترانس و مالئیک اسید ایزومر سیس است. حلالیت این دو اسید متفاوت است. اختلاف دیگری که وجود دارد در نقطه ی ذوب انهاست و سومین اختلاف تفاوت در pka و pka2 آنهاست. روش صنعتی تولید مالئیک انیدرید بسیار ارزان‌تر است. فاز بخار بنزن را توسط اکسیژن هوا و در حضور کاتالیزر پنتا اکسید وانادیم در دمای ۴۰۰ درجه سانتی‌گراد اکسید می‌کنند.